# TMSB4X
TMSB4X (англ. Thymosin beta 4, X-linked) – білок, який кодується однойменним геном, розташованим у людей на X-хромосомі. Довжина поліпептидного ланцюга білка становить 44 амінокислот, а молекулярна маса — 5 053.
| 10         |  | 20         |  | 30         |  | 40         |  | 50   |
| ---------- |  | ---------- |  | ---------- |  | ---------- |  | ---- |
| MSDKPDMAEI |  | EKFDKSKLKK |  | TETQEKNPLP |  | SKETIEQEKQ |  | AGES |

A: Аланін

D: Аспарагінова кислота

E: Глутамінова кислота

F: Фенілаланін

G: Гліцин

I: Ізолейцин

K: Лізин

L: Лейцин

M: Метіонін

N: Аспарагін

P: Пролін

Q: Глутамін

S: Серин

Кодований геном білок за функцією належить до фосфопротеїнів. 
Задіяний у такому біологічному процесі, як ацетилювання. 
Білок має сайт для зв'язування з молекулою актину. 
Локалізований у цитоплазмі, цитоскелеті.